# Eoghan Corry
Eoghan Corry (19 de enero de 1961) es un periodista y escritor irlandés. Desde 2002 dirige la publicación de viajes de mayor tirada de Irlanda, Travel Extra. Antiguo redactor y editor deportivo, ha escrito libros sobre la historia del deporte y fue editor fundador del Museo de la Asociación Atlética Gaélica en Croke Park, Dublín, Irlanda.

## Premios
Por sus servicios al turismo, Cory ha sido designado Coronel de Kentucky y hombre libre de la ciudad de Baltimore. Corry fue galardonado con el premio a la "contribución al sector" en los Irish Travel Industry Awards de Dublín el 22 de enero de 2016. Recibió el premio al periodista de viajes de negocios del año en Londres en octubre de 2015. Entre sus premios anteriores figuran el de escritor deportivo irlandés del año, el de periodista joven del año, el premio Seamus Kelly, el premio MacNamee por la cobertura de los Juegos Gaélicos y la preselección para el libro deportivo del año.

## Primeros años de vida
Corry nació en Dublín, el tercero de los cuatro hijos de Patrick Corry (1916-1971), de Kilmacduane, Cooraclare, y Anne Corry, de soltera MacMahon (1929-2009), de Clahanmore, Milltown Malbay, ambos del Condado de Clare. Creció en Ardclough, Straffan, Condado de Kildare, Irlanda.

### Carrera
Corry se formó en Scoil Mhuire, Clane, en el Instituto Tecnológico de Dublín (DIT) y en el University College Dublin (UCD). Su primera obra publicada, cuando era adolescente, fue poesía en inglés e irlandés en revistas literarias y en la sección New Irish Writing de The Irish Press.
Comenzó su carrera periodística como redactor de deportes en The Irish Times y Sunday Tribune, donde ganó varios premios y llegó a ser editor de deportes. Decidido a seguir una carrera fuera del periodismo deportivo, se incorporó a The Sunday Press como redactor de artículos de fondo en 1985 y se convirtió en editor de artículos de fondo de The Irish Press en 1986, aportando al periódico escritores más jóvenes y un estilo más contemporáneo, polémico y literario. Revivió las secciones literarias y de viajes del periódico y fue jurado de los premios del Festival de Teatro de Dublín.
Cuando The Irish Press cerró sus puertas en 1995, se convirtió en editor de artículos del efímero Evening News, hizo un reportaje sobre el museo de la GAA en Croke Park en 1998 y fue editor fundador de la revista High Ball. Desde entonces ha sido columnista, primero en The Sunday Business Post y luego en el Evening Herald y el Irish Independent. Como profesor de periodismo en el Instituto de Tecnología de Dublín, decía a los estudiantes que "el periodismo consiste en pasar de la gente".

### Televisión
Eoghan Corry ha protagonizado programas de viajes emitidos en Irlanda y Oriente Medio y es comentarista habitual de asuntos de viajes para Raidió Teilifís Éireann (RTÉ) y TG4, y colaborador ocasional de la BBC de Irlanda del Norte. Escribió la serie de diez partes GAA@125, emitida en la cadena de televisión irlandesa TG4 en 2009.

## Ciarán Corry
Su hermano Ciarán Corry (21 de julio de 1956 - 26 de abril de 2011) fue el autor de la columna "Last Corncrake" en el Donegal News.